# Club Internacional de Fútbol Miami 2025
Questa voce raccoglie le informazioni riguardanti l'Inter Miami nelle competizioni ufficiali della stagione 2025.

## Stagione
Quella del 2025 è la sesta stagione in Major League Soccer dell'Inter Miami.
Nel mese di giugno disputerà la Coppa del mondo per club FIFA 2025.

## Organigramma societario
Di seguito l'organigramma societario.
Area direttiva
- Proprietario e Presidente: David Beckham
- Co-proprietario: Jose Mas
- Co-proprietario: Jorge Mas
- Vicepresidente: Pablo Alvarez
- Direttore delle operazioni commerciali: Xavi Asensi
- Direttore sportivo: Chris Henderson

Area tecnica
- Allenatore: Javier Mascherano
- Allenatore in seconda: -
- Preparatore dei portieri: -
- Preparatore atletico: -

## Rosa
Aggiornata al 23 dicembre 2024.
| N. |                        | Ruolo | Calciatore              |
| -- | ---------------------- | ----- | ----------------------- |
| 1  | Stati Uniti (bandiera) | P     | Drake Callender         |
| 2  | Argentina (bandiera)   | D     | Gonzalo Luján           |
| 5  | Spagna (bandiera)      | C     | Sergio Busquets         |
| 6  | Argentina (bandiera)   | D     | Tomás Avilés            |
| 7  | Argentina (bandiera)   | C     | Rodrigo de Paul         |
| 8  | Venezuela (bandiera)   | C     | Telasco Segovia         |
| 9  | Uruguay (bandiera)     | A     | Luis Suárez             |
| 10 | Argentina (bandiera)   | A     | Lionel Messi (capitano) |
| 14 | Argentina (bandiera)   | D     | David Martínez          |
| 14 | Haiti (bandiera)       | A     | Fabrice Picault         |
| 15 | Stati Uniti (bandiera) | D     | Ryan Sailor             |
| 16 | Finlandia (bandiera)   | A     | Robert Taylor           |
| 17 | Stati Uniti (bandiera) | D     | Ian Fray                |
| 18 | Spagna (bandiera)      | D     | Jordi Alba              |
| 19 | Argentina (bandiera)   | P     | Óscar Ustari            |

| N. |                        | Ruolo | Calciatore         |
| -- | ---------------------- | ----- | ------------------ |
| 21 | Argentina (bandiera)   | A     | Tadeo Allende      |
| 22 | Brasile (bandiera)     | A     | Leo Afonso         |
| 24 | Stati Uniti (bandiera) | C     | Julian Gressel     |
| 26 | Stati Uniti (bandiera) | D     | Tyler Hall         |
| 30 | Stati Uniti (bandiera) | C     | Benjamin Cremaschi |
| 32 | Stati Uniti (bandiera) | D     | Noah Allen         |
| 34 | Argentina (bandiera)   | P     | Rocco Ríos Novo    |
| 37 | Uruguay (bandiera)     | D     | Maximiliano Falcón |
| 41 | Honduras (bandiera)    | C     | David Ruíz         |
| 42 | Italia (bandiera)      | C     | Yannick Bright     |
| 55 | Argentina (bandiera)   | C     | Federico Redondo   |
| 57 | Argentina (bandiera)   | D     | Marcelo Weigandt   |
| 62 | Stati Uniti (bandiera) | C     | Israel Boatwright  |
| 81 | Stati Uniti (bandiera) | C     | Santiago Morales   |

## Calciomercato

### Sessione invernale
| Acquisti | Acquisti           | Acquisti            | Acquisti    |
| R.       | Nome               | da                  | Modalità    |
| -------- | ------------------ | ------------------- | ----------- |
| P        | Rocco Ríos Novo    | Lanús               | in prestito |
| D        | Gonzalo Luján      | San Lorenzo         | definitivo  |
| D        | Maximiliano Falcón | Colo-Colo           | definitivo  |
| C        | Telasco Segovia    | Casa Pia            | definitivo  |
| A        | Tadeo Allende      | Celta Vigo          | in prestito |
| A        | Fabrice Picault    | Vancouver Whitecaps | definitivo  |

| Cessioni | Cessioni          | Cessioni         | Cessioni      |
| R.       | Nome              | a                | Modalità      |
| -------- | ----------------- | ---------------- | ------------- |
| P        | Cole Jensen       |                  | svincolato    |
| P        | CJ dos Santos     | San Diego        | definitivo    |
| D        | Nicolás Freire    | Pumas UNAM       | fine prestito |
| D        | Serhij Kryvcov    |                  | svincolato    |
| D        | Franco Negri      | San Diego        | definitivo    |
| D        | Matías Rojas      | River Plate      | definitivo    |
| C        | Lawson Sunderland |                  | svincolato    |
| C        | Felipe Valencia   |                  | svincolato    |
| C        | Diego Gómez       | Brighton         | definitivo    |
| A        | Facundo Farías    | Estudiantes (LP) | definitivo    |
| A        | Leonardo Campana  | N.E. Revolution  | definitivo    |

### A stagione in corso
| Acquisti | Acquisti | Acquisti | Acquisti |
| R.       | Nome     | da       | Modalità |
| -------- | -------- | -------- | -------- |

| Cessioni | Cessioni | Cessioni | Cessioni |
| R.       | Nome     | a        | Modalità |
| -------- | -------- | -------- | -------- |

## Risultati

### CONCACAF Champions Cup
| Arbitro: | M.Ortiz |

|  |           |           |
|  | Marcatori | 56’ Messi |

| Arbitro: | I.A. Cornejo Melendez |

|                                      |           |               |
| Messi 19’ Allende 45+1’ Suárez 45+3’ | Marcatori | 63’ Rodríguez |

| Arbitro: | M.Escobar |

|                        |           |  |
| Allende 61’ Suárez 83’ | Marcatori |  |

| Arbitro: | K. Herrera |

|  |           |                        |
|  | Marcatori | 37’ Suárez 90+2’ Messi |

| Arbitro: | O. Nation |

|           |           |  |
| Ordaz 57’ | Marcatori |  |

| Arbitro: | C.A. Ramos |

|                            |           |         |
| Messi 35’, 84’ Redondo 61’ | Marcatori | 9’ Long |

### Mondiale per Club
| Miami 14 giugno 2025, ore 20:00 UTC-4 Incontro 1 | Al-Ahly | – referto | Inter Miami | Hard Rock Stadium |

| Atlanta 19 giugno 2025, ore 15:00 UTC-4 Incontro 18 | Inter Miami | – referto | Porto | Mercedes-Benz Stadium |

| Miami 23 giugno 2025, ore 21:00 UTC-4 Incontro 35 | Inter Miami | – referto | Palmeiras | Hard Rock Stadium |